# ザンクト・ガレン
ザンクト・ガレン（標準独： Sankt Gallen、スイスドイツ語：Sanggale、仏: Saint-Gall、伊: San Gallo）は、スイスのザンクト・ガレン州にある基礎自治体 ( ポリティッシェ・ゲマインデ ) で同州の州都。16万人の都市圏人口を抱えるスイス東部の中心都市である。
スイス北東部、アッペンツェル・アルプスとボーデン湖の間の谷に位置する。標高は700メートルほどで、スイスで最も標高が高い都市のひとつであり、冬にはかなりの積雪量がある。
612年にアイルランドの修道士聖ガルスがシュタイナハ川（独：Steinach）の川岸に建てた僧房（独：Zelle）に起源を持つ	。聖ガルスの死から1世紀経った719年に、聖オトマールはその小屋を修道院へと改め、街と修道院を聖ガルスにちなんで「ザンクト・ガレン」と名付けた。1803年ナポレオンによりザンクト・ガレン州が制定され同名の都市、ザンクト・ガレンがその州都となる。ザンクト・ガレン修道院は1983年にユネスコの世界遺産へ登録されている。
ザンクト・ガレンをホームとするプロサッカークラブに、FCザンクト・ガレンがある。

## 出身者
- トランクイロ・バルネッタ：サッカー選手